# Horní Růžodol
Horní Růžodol – jedna z części miasta ustawowego Liberec. Sąsiaduje z dzielnicami Janův Důl, Františkov, Dolní Hanychov i Jeřáb.